# Tristemonanthus
Tristemonanthus är ett släkte av benvedsväxter. Tristemonanthus ingår i familjen Celastraceae.
Kladogram enligt Catalogue of Life:
| Tristemonanthus | \| \| Tristemonanthus mildbraedianus \| \| \| \| \| \| Tristemonanthus nigrisilvae \| \| \| \| |
|                 | \| \| Tristemonanthus mildbraedianus \| \| \| \| \| \| Tristemonanthus nigrisilvae \| \| \| \| |
|                 | Tristemonanthus mildbraedianus                                                                 |
|                 |                                                                                                |
|                 | Tristemonanthus nigrisilvae                                                                    |
|                 |                                                                                                |